# Castello di Straßburg
Il castello di Straßburg (in tedesco Schloss Straßburg) si trova nell'omonimo comune austriaco del Distretto di Sankt Veit an der Glan appartenente al Land della Carinzia e la sua storia inizia nel XII secolo.

## Storia

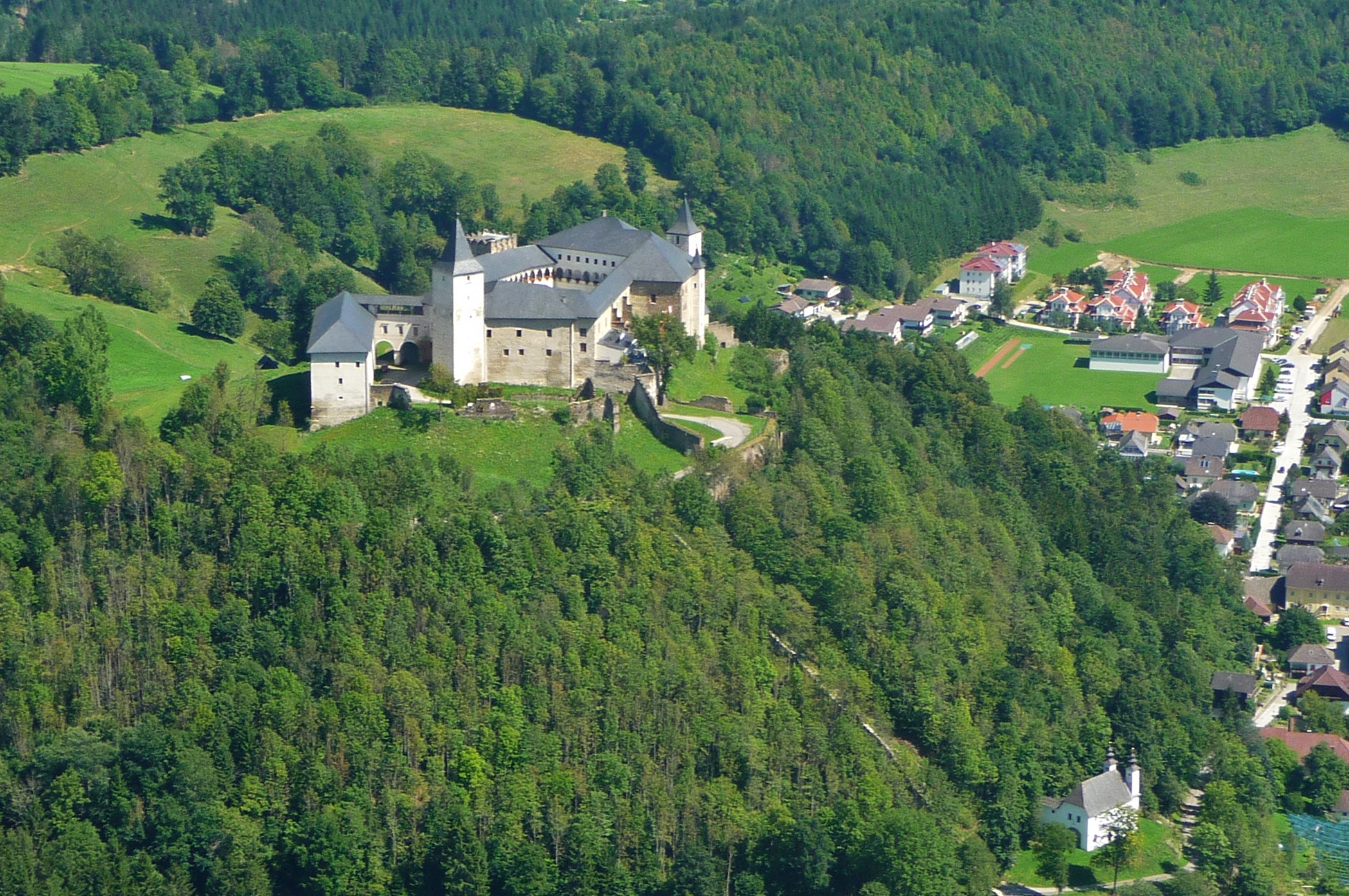
Castello in posizione dominante sulla città di Straßburg

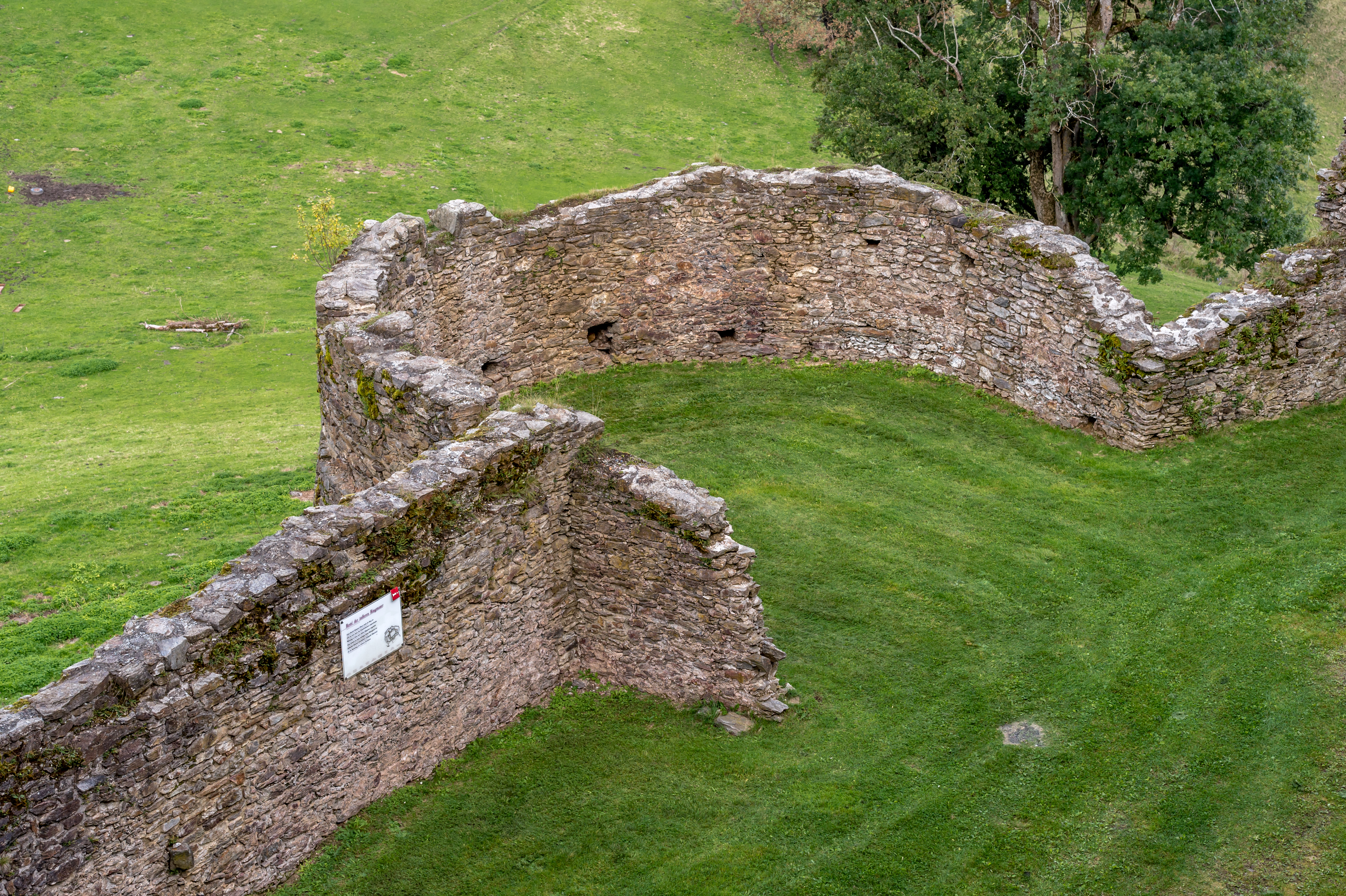
Resti delle mura di cinta

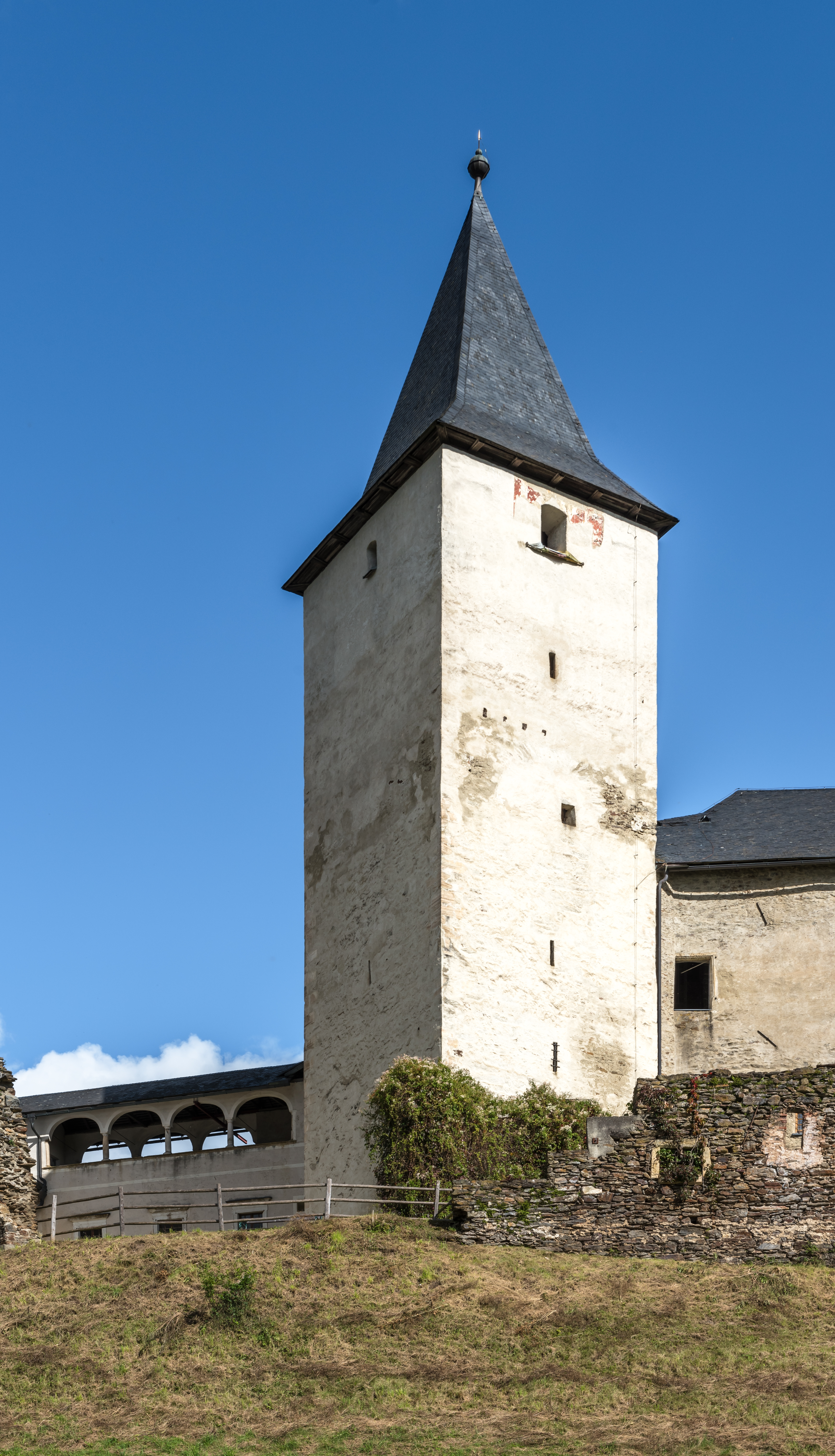
Grande mastio chiamato Faulturm

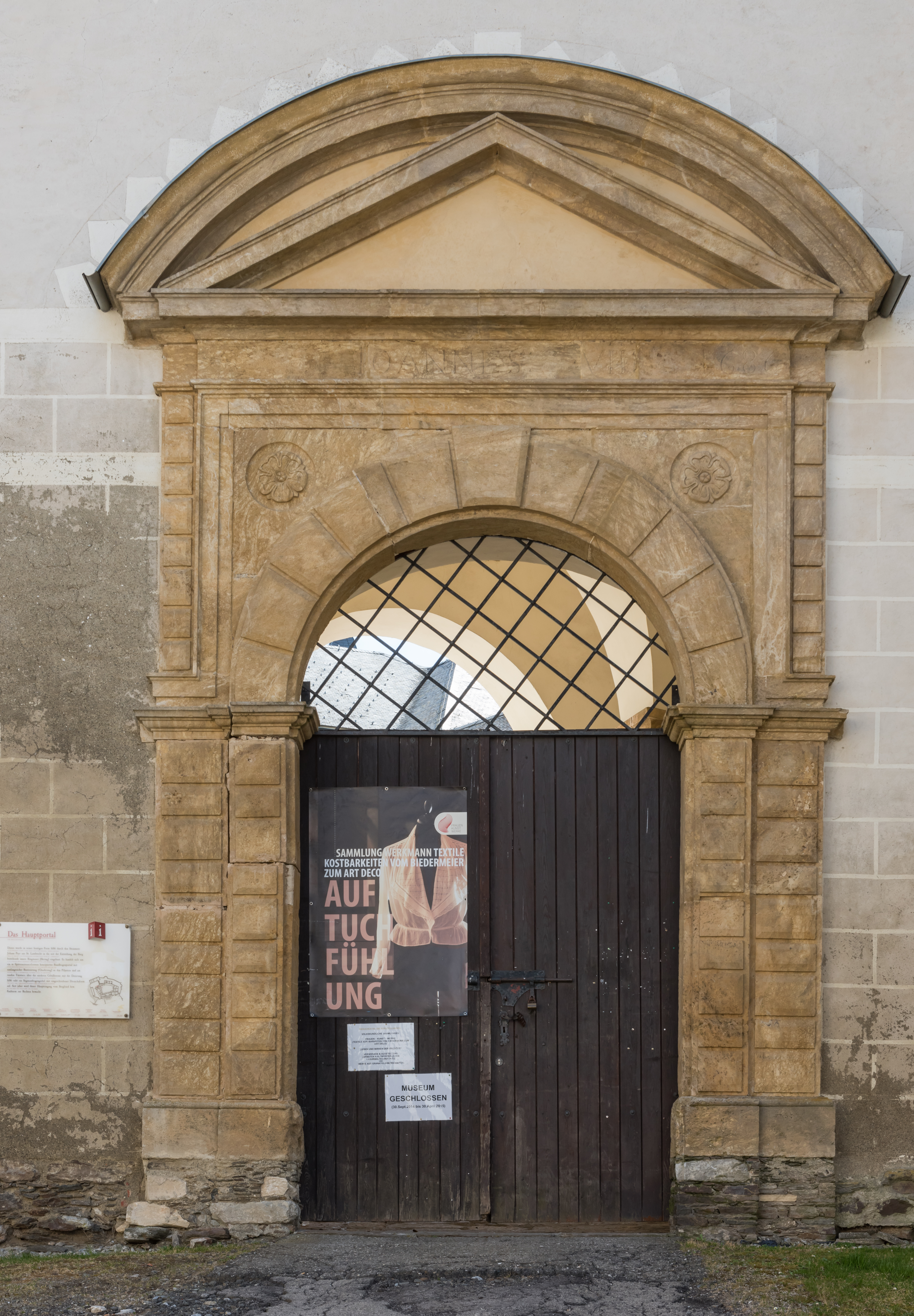
Portale di accesso

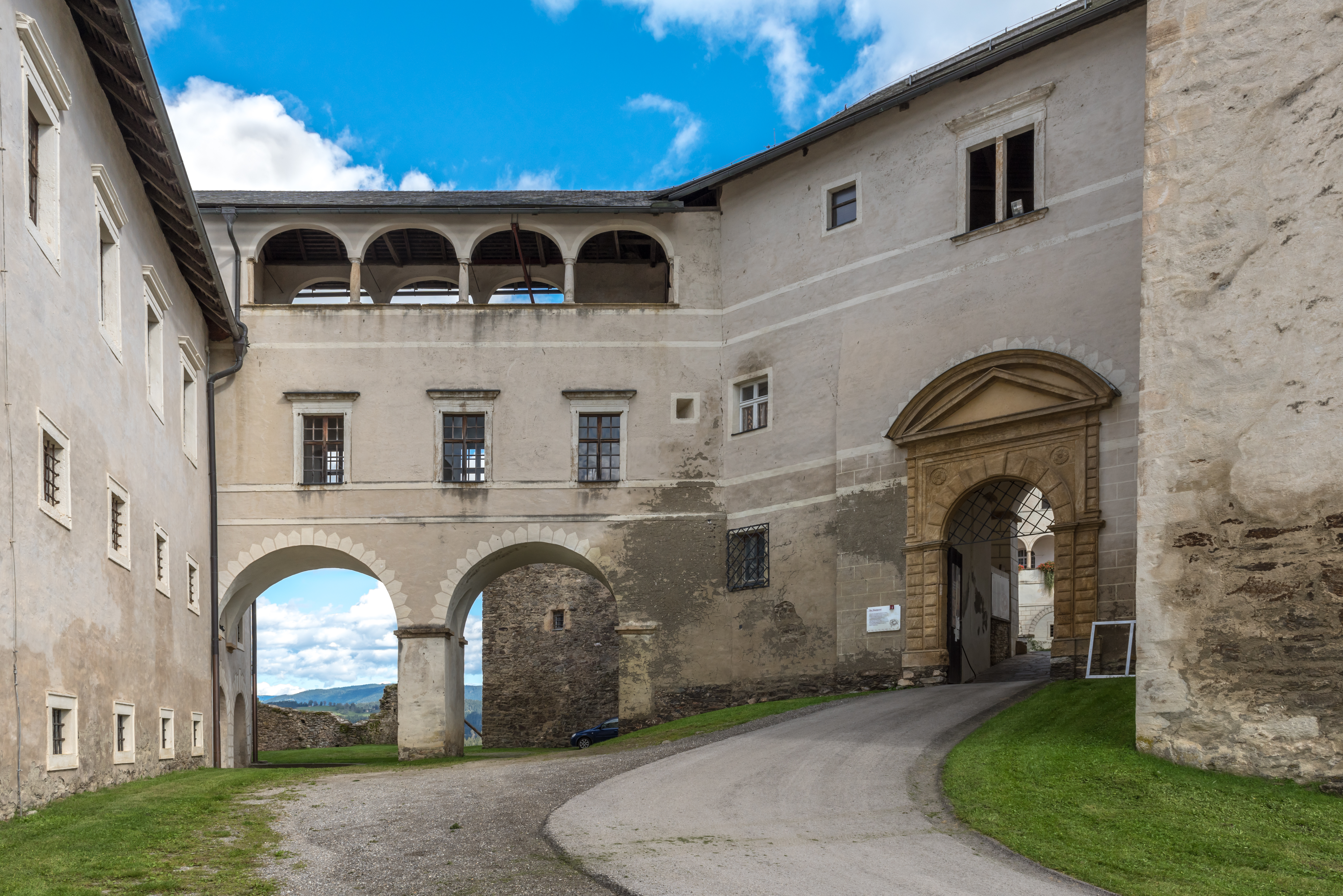
Cortile interno di passaggio

La diocesi di Gurk fu fondata nel 1072 dall'arcivescovo Gebhard di Salisburgo e i primi vescovi furono vescovi ausiliari con poteri limitati, ancora dipendenti dalla arcidiocesi di Salisburgo. Solo il quarto dei suoi vescovi vi ebbe la sede permanente, il vescovo Romano I, che commissionò anche la costruzione della cattedrale di Gurk e fece erigere il castello poco prima del 1147, pochi chilometri a est del centro abitato su una collina che domina la valle e sulla strada per Friesach. L'origine del nome in effetti si rifà al suo significato letterale di castello sulla strada. La storia del castello è caratterizzata dall'alternanza di fasi di espansione e di distruzione. In origine era costituito solo da un solido edificio circondato da un muro di cinta che fu presto ampliato. Dopo pochi anni il castello aveva già raggiunto l'estensione sul terreno che ci è prvenuta, a parte la struttura a nord-ovest e l'edificio della servitù a sud-ovest. Il castello svolse nel tempo diverse funzioni. La principale, all'inizio, fu quella di residenza rappresentativa dei vescovi di Gurk che, con tale fortezza intendevano anche esprimere il loro desiderio di indipendenza dalla maggiore e vicina arcidiocesi di Salisburgo. Svolgeva poi il ruolo di sede amministrativa della vasta tenuta attorno al castello che raggiungeva territori nella Stiria meridionale e nella Carniola. Nel XII secolo, periodo di guerre e contese di vario genere, fu un importante castello difensivo fortificato e base per le azioni militari che si intendevano organizzare. Dal XII al XVI secolo i vescovi di Gurk si trovarono spesso in contrasto con le altre autorità religiose e politiche e non di rado furono essi stessi in pericolo, e questo principalmente nel tentativo di garantire la loro indipendenza dall'arcidiocesi di Salisburgo. Autorizzarono così la falsificazione di molti documenti, come avveniva del resto abitualmente all'epoca. In un'occasione tuttavia la fortificazione del castello ebbe poca influenza, e questo avvenne quando l'elezione di un vescovo venne contestata da un altro pretendente e ne seguirono scontri sanguinosi che durarono due anni. Il conte Hermann von Ortenburg fu nominato vescovo dai canonici di Gurk senza il permesso dell'arcivescovo di Salisburgo, così il castello fu assediato nel 1179 dalle truppe dell'arcivescovo Konrad III che riuscì a prendere le fortificazioni per poi demolirle l'anno successivo. Stessa sorte subì l'insediamento sottostante il castello. Per evitare che in seguito potessero realizzarsi simili distruzioni il vescovo Walther von Vatz fece circondare la città da un muro di cinta difensivo, rafforzato più volte nel corso del tempo. Nel 1214 il prevosto della cattedrale di Salisburgo, Otto, fu eletto vescovo di Gurk, ma non poté assumere la carica perché, secondo la leggenda, fu avvelenato poco dopo dai Gurker, che non erano d'accordo con la decisione dell'arcivescovado.
Nel 1280 il re Rodolfo I d'Asburgo conferì al castello vescovile anche un rango imperiale con compiti di tribunale ma, a partire dal 1494 in poi, le condanne a morte furono pronunciate solo dal magistrato imperiale del Ducato di Carinzia. I ministeriali incaricati degli uffici del tribunale alloggiavano anche nella torre difensiva oltre che nella città di Straßburg. I ministeriali più importanti del XIII secolo avevano la loro sede familiare nel Putzenhof, un edificio sotto il castello. Nel 1231 uno di loro, Hartwig von Buzzo, si ribellò al vescovo Ulrich I e occupò temporaneamente Straßburg. Anche i figli di Hartwig, Engelram ed Engelbert, si ribellarono nuovamente nel 1247 contro il vescovo di Gurk, presero il castello, depredarono il tesoro del vescovo e devastarono i suoi possedimenti. La disputa si trascinò a lungo e portò a danni elevati per la diocesi, tanto che in seguito fu costretta addirittura ad impegnare il comune mercato cittadino con Rudolf von Ras. Verso la fine del XIII secolo il vescovo Hartnid von Lichtenstein-Offenberg dovette difendere militarmente i suoi possedimenti dalle rivendicazioni dell'arcidiocesi di Bamberga e dei signori di Metnitz. Nel corso degli scontri anche il segretario del vescovo fu catturato ed evirato dai Metnitzer. La pace arrivò solo furono accettate le decisioni di due tribunali arbitrali e con la conseguente distruzione del castello di Metnitz da parte di Albert von Zeiring e l'eliminazione dei motivi della contesa. Il vescovo Gerold von Friesach riparò i danni del castello e lo ricostruì adeguandolo alle necessità dei tempi. In seguito i vescovi affidarono la sua cura principalmente a nobili carinziani e stiriani delle famiglie Liechtenstein, Saurau, Welzer e Khevenhüller. Nel XIV secolo il vescovo di Gurk Konrad II von Salmansweiler fu aggredito, ferito e derubato da banditi durante un viaggio ad Avignone e riuscì a fuggire solo dopo una prigionia di sette settimane.
Intanto i vescovi avevano permesso a un certo numero di ebrei di stabilirsi nella città perché la loro attività come prestatori di denaro, un'attività che i cattolici all'epoca non erano autorizzati a svolgere, si era rivelata molto utile. Poco prima del 1368 un incendio distrusse gran parte del castello e l'archivio fu gravemente danneggiato poi, poco a poco, il castello cadde lentamente in rovina. Quando divenne vescovo Ulrich IV von Sonnenberg questi fece ricostruire parzialmente gli edifici del complesso, intorno alla metà del XV secolo. L'ala est e parte dell'ala ovest risalgono probabilmente a questo periodo. Il vescovo Raimund Perandi, in quanto predicatore pontificio delle indulgenze, era spesso assente e fu incaricato di sostituirlo al castello un vescovo ausiliare. Il suo successore fu Matthäus Lang che lavorò come diplomatico presso la corte imperiale di Vienna e fu infine nominato arcivescovo di Salisburgo. Nel periodo rinascimentale vennero eseguiti diversi lavori alla struttura per disposizione dei vescovi Anton Salamanca-Hoyos, Johann VI von Schönburg e Urban Sagstetter, e così fu costruito il muro concentrico dell'anello esterno con un bastione rotondo a est e a nord. Verso la fine del XVI secolo il vescovo e Freiherr Christoph Andreas von Spaur convocò il capomastro di origini italiane Johann Anton Verda, che aveva precedentemente completato la casa di campagna di Klagenfurt, e gli diede l'incarico di ampliare il maniero col progetto di un edificio a tre piani, dell'ala di collegamento al castello e di altre strutture. Negli anni 1638 e 1650 ci furono nuovi incendi. Dopo i restauri il vescovo Johannes VII Jakob von Lamberg fece innalzare di due piani gli edifici del castello e aggiungere l'ala sud a due piani. Il suo successore, conte e vescovo Sebastian Lodron, commissionò all'architetto paesaggista Kuepermeyer la costruzione di una torre delle scale per collegare l'ala sud e il vecchio edificio. Poi i vescovi smisero di risiedere nel castello, che ricominciò il suo declino. Solo il cardinale Johannes VIII von Goess, nel XVII secolo, riprese interesse per il complesso e fece completare il magnifico porticato nel cortile facendo costruire i due portali barocchi della prima e della seconda porta del castello su progetto di Gabriel Wittini. Unificando i singoli edifici il castello divenne finalmente un palazzo organico che ha conservato in seguito il suo aspetto. Il massimo splendore venne raggiunto a cavallo tra il XVII e il XVIII secolo, quando il castello ospitò persino un teatro barocco e una farmacia, poi iniziò il nuovo declino, aggravato dalle conseguenze del terremoto del 1767. Nel 1783 il vescovo conte Josef II Auersperg si trasferì nel nuovo castello di Pöckstein, abbandonando la sede. Successivamente il cardinale conte Franz II Xaver Salm-Reifferscheidt-Krautheim trasferì il vescovado a Klagenfurt e cessarono quasi del tutto i lavori di manutenzione. Nel 1856 un fulmine produsse un incendiò distruggendo la struttura del tetto. Malgrado fosse subito costruito un tetto di emergenza l'edificio venne ripetutamente saccheggiato dalla popolazione locale e utilizzato come materiale da costruzione. Tra il 1864 e il 1865 si pensò di istituire un manicomio statale negli edifici e, nel 1904, un altro fulmine provocò un rovinoso incendio. Dopo la prima guerra mondiale qui fu pensato un grande ricovero per disabili, però mai realizzato. Nel 1954 venne emesso un ordine di demolizione per motivi di sicurezza, evitato solo con difficoltà. Un anno dopo, a Klagenfurt, venne fondata l 'Associazione degli amici di Strasburgo che riuscì a coinvolgere la diocesi e lo Stato nella ricostruzione. In quasi trent'anni di lavori sono state recuperate molte delle strutture in rovina. L'ultima parte dei lavori, la ristrutturazione degli interni, non è ancora del tutto terminata, ma il castello è tornato ad assumere le sue forme imponenti ed è in grado di ospitare numerosi eventi culturali. Come struttura permanente è stato creato un museo di storia locale e di caccia, nel quale si conservano i Cinque veli quaresimali. Il castello è ancora di proprietà della diocesi di Gurk.

## Descrizione

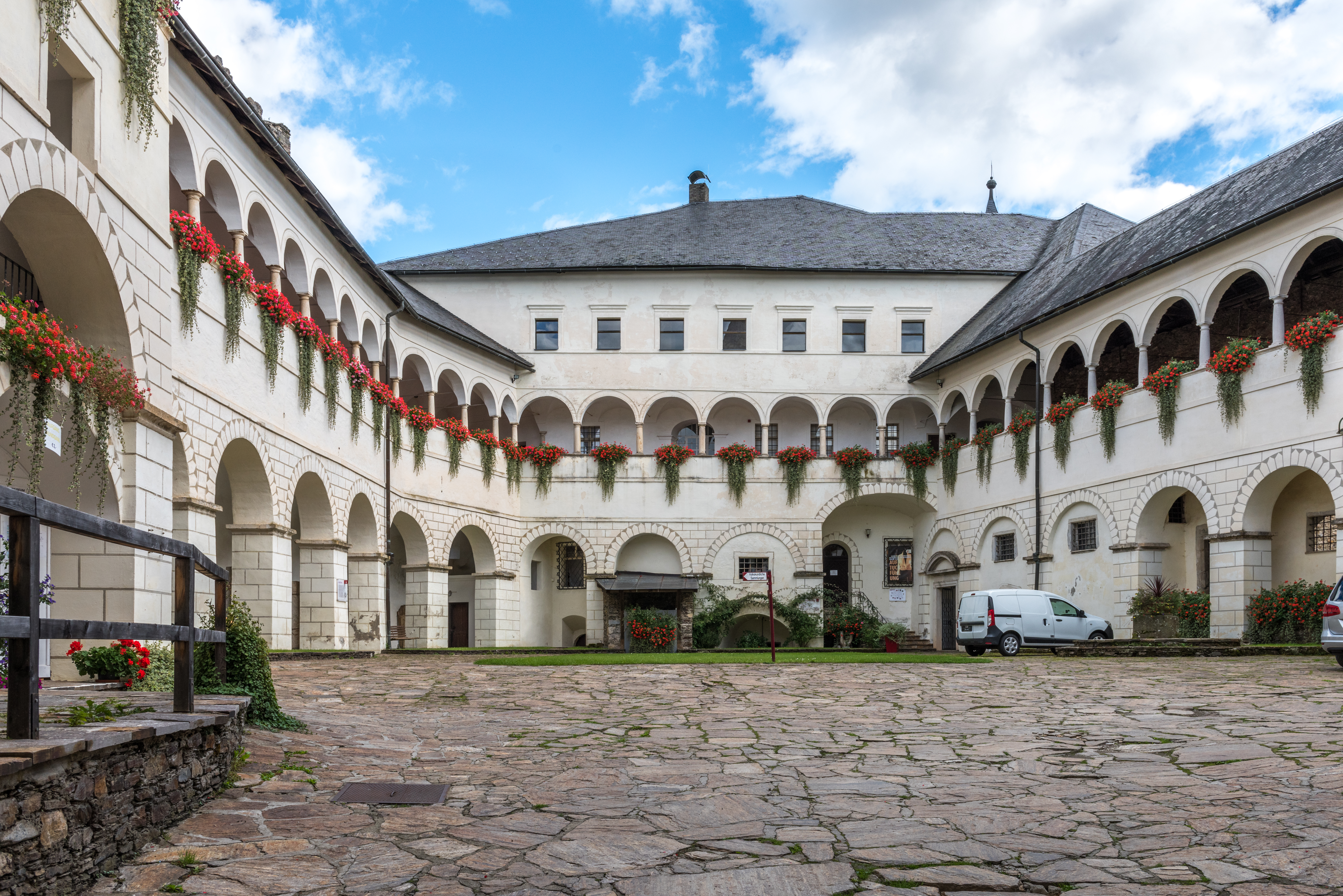
Monumentale cortile porticato interno

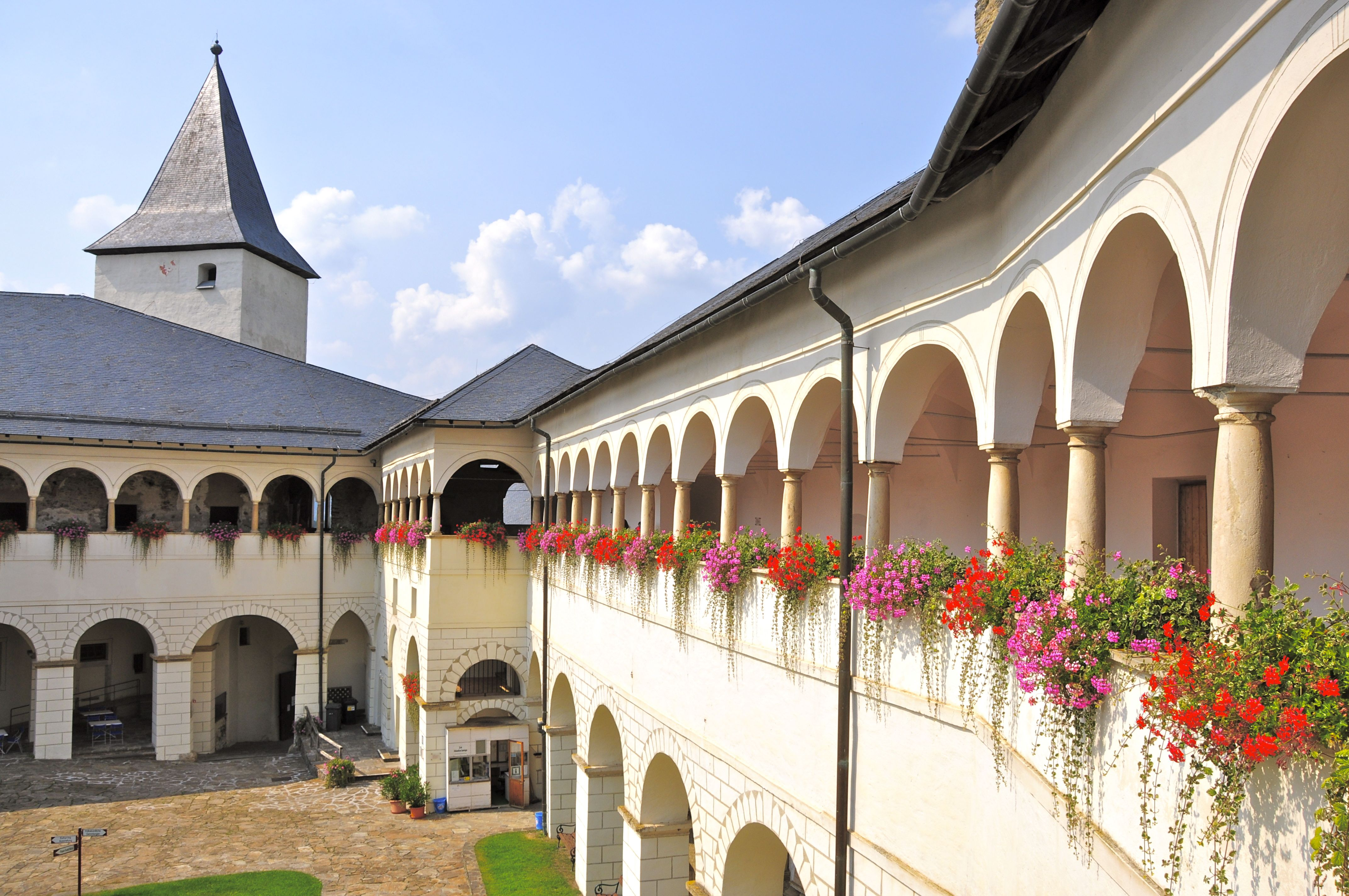
Particolare del cortile porticato interno

Il castello si trova a Straßburg, comune austriaco del Distretto di Sankt Veit an der Glan appartenente al Land della Carinzia. Dalla fine del XX secolo ha recuperato quasi completamente le sue forme originali ed è di nuovo una delle fortificazioni più belle ed ampie dell'Austria. Le sue mura romaniche in pietra di cava raggiungono l'altezza anche di 9 metri e sono in parte ancora ben conservate ad eccezione del lato sud. Superata la prima porta, dove si trova solo una cornice in ferro, si sale alla seconda porta, decorata con stemmi, colonne e la statua vescovile. Sulla facciata a nord si trova la torre difensiva a sei piani, iniziata nel XII secolo con quattro piani e con due piani aggiunti nel XV secolo. Da questa torre si accede alla terza porta sopra alla quale vi sono due iscrizioni che si riferiscono al donatore e all'inizio della costruzione nel 1583. Il mastio occidentale è chiamato Faulturm, e fu il primo edificio ad essere costruito all'interno della cinta muraria interna. Serviva non solo come difesa ma anche come torre residenziale. La prigione era posta nel seminterrato con un parapetto di legno che vi correva intorno. I fori per i suoi pali erano ancora visibili fino all'ultimo restauro. I piani intermedi erano adibiti ad uso abitativo, come indicano i resti di bifore. Il suo principale portale di accesso, alto e con arco a tutto sesto era sul lato del cortile al secondo piano. La terza porta fu progettata nel 1686 come portale barocco e da questa si accede al monumentale cortile porticato. Gli archi a tutto sesto dei portici poggiano su possenti pilastri al piano terra mentre sono sorretti da delicate colonne al piano superiore. Ogni due archi al piano superiore corrisponde ad un arco al piano terra. Sebbene i portici siano stati realizzati solo tra il 1682 e il 1689, cioè in epoca barocca, è evidente il riferimento a motivi rinascimentali. I portici del piano superiore dei lati sud e ovest, già in gran parte distrutti, furono restaurati nel 1962. A sud si trova l'ala della sala da ballo a due piani, ricostruita nel 1959. Nell'angolo sud-est del cortile si trova la cappella gentilizia dedicata a san Maurizio, con nucleo risalente al XII secolo. Fino al 1680 fu più volte ricostruita e voltata, modificandone le proporzioni. Il cardinale Goess fece ridecorare l'interno. Le decorazioni in stucco sono opera di Gabriel Wittini mentre i dipinti sulle pareti e sul soffitto sono di Adam Claus. Sulla parete della navata occidentale è stato conservato un portale ad arco di spalla tardogotico. L'abside circolare della cappella sporge chiaramente dall'esterno. Nell'ala ovest si trova una seconda cappella la cui volta a vela è stata rinnovata nella seconda metà del XX secolo. L'ala est dell'edificio fu costruita nella prima metà del XIII secolo come palazzo a due piani. Nel tardo medioevo furono fatte aggiunte ad ovest. Nel 1959 l'edificio, nel frattempo crollato, fu sostituito da un nuovo edificio di minori dimensioni. Nell'angolo nord-est del cortile si trova l'ex sala dei cavalieri, divenuto museo della caccia. All'esterno, davanti alla terza porta, si trova un grande granaio a tre piani del 1584. Fu ampliato ad ovest nel XVII secolo e collegato al castello principale da un'ala ad arcate. La sua sala al piano terra a sette campate e tre navate fungeva da stalla per i cavalli. Dietro le arcate sul lato nord si trova il cortile settentrionale, circondato da bastioni del XVI secolo. Nel XIV e XV secolo furono aggiunte alla cinta muraria le torri occidentale e orientale. Nella torre occidentale si sono conservati due portali tardogotici. La torre est presenta un portale aggettante tardogotico e una finestra a cesto della seconda metà del XV secolo.

### Bene architettonico tutelato
Il castello di Straßburg è stato posto sotto tutela dei monumenti da parte della Repubblica austriaca col numero 63411.